# Hydrocyphon finitimus
Hydrocyphon finitimus is een keversoort uit de familie moerasweekschilden (Scirtidae). De wetenschappelijke naam van de soort werd in 1977 gepubliceerd door Nyholm.